# James McClurg

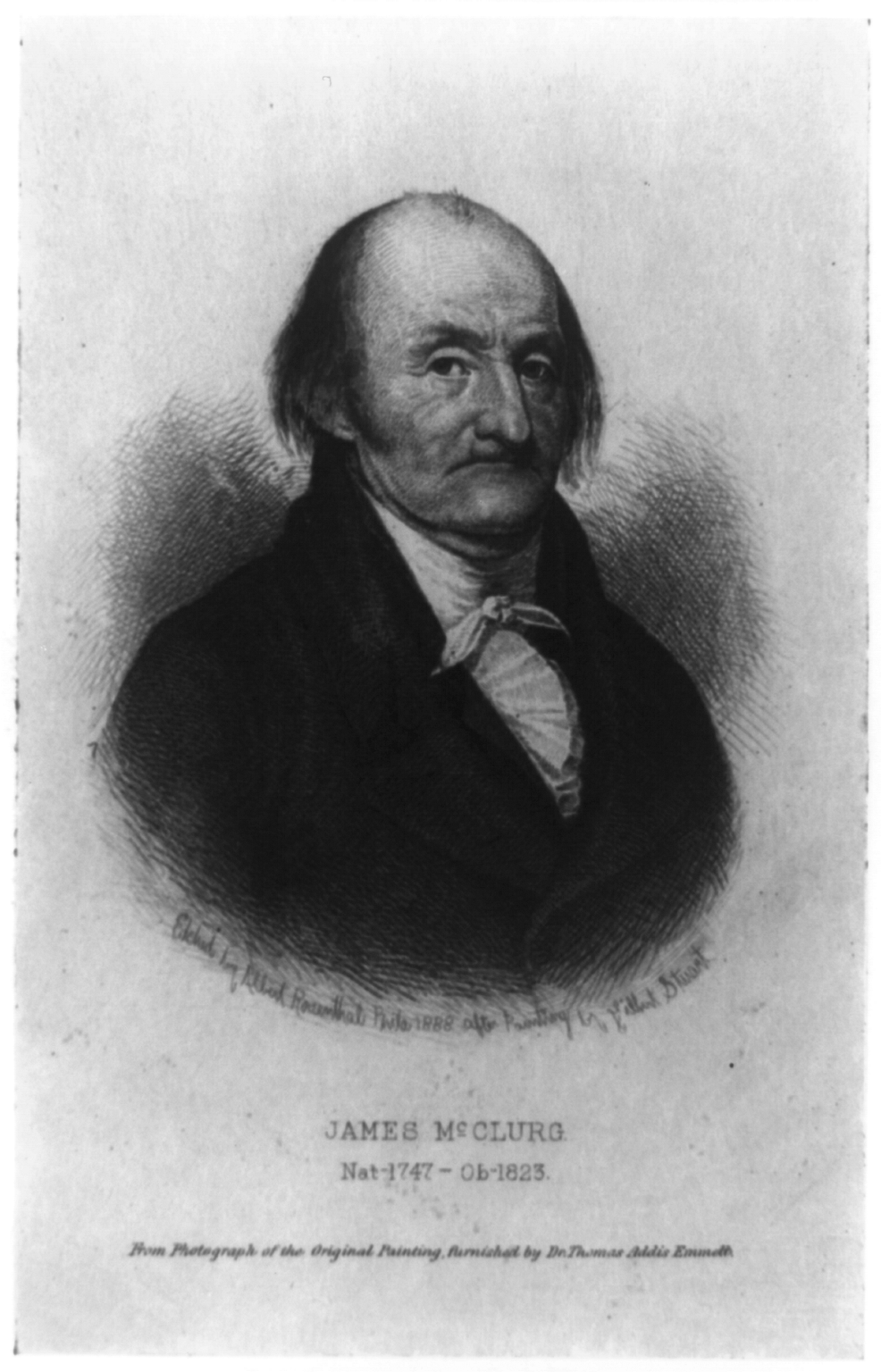
James McClurg

James McClurg (* 1746 bei Hampton, Kolonie Virginia; † 9. Juli 1823 in Richmond, Virginia) war ein US-amerikanischer Arzt und Politiker. Nach seiner Schulzeit am College of William & Mary in Virginia studierte er bis 1770 Medizin an der Edinburgh Medical School und in Paris. Nach seiner Rückkehr 1773 wirkte er als Professor für Anatomie und Medizin am College of William & Mary sowie als Chirurg im Unabhängigkeitskrieg.
Als Abgeordneter für Virginia nahm er 1787 am Verfassungskonvent der Vereinigten Staaten teil, war aber bei der Verabschiedung des Verfassungsentwurfs nicht anwesend. Mehrfach wurde er zum Bürgermeister seiner Heimatgemeinde Richmond gewählt. Im Dezember 1820 gehörte er zu den Mitbegründern der Medical Society of Virginia und war 1820/21 deren erster Präsident.
1779 heiratete er Elizabeth Seldon. Eine lebenslange Freundschaft verband ihn mit Thomas Jefferson.

## Werke
- James Maclurg: Experiments Upon the Human Bile and Reflections on the Biliary Secretions. T. Cadell, in the Strand, London 1772 (archive.org [abgerufen am 28. September 2019]).
- James Maclurg: On Reasoning in Medicine. In: Philadelphia Journal of the Medical and Physical Sciences. Band 1, 1820, S. 217–241 (hathitrust.org [abgerufen am 28. September 2019]).